# Wrong Turn (film 2003)
Wrong Turn è un film horror del 2003, diretto da Rob Schmidt e scritto da Alan McElroy.

## Trama
Rich e Halley, una giovane coppia, si trovano nella foresta del West Virginia e stanno scalando una parete rocciosa. Rich, una volta arrivato in cima, in preda all'euforia aspetta la giovane fidanzata, ma accade qualcosa di inaspettato e Halley vede il ragazzo finire per terra e pieno di sangue. Appena sente la sua corda tirare la taglia per poi cadere dalla parete, Halley capisce chiaramente di essere in pericolo e scappa verso la macchina ma un filo spinato la fa cadere per terra e un attimo dopo viene trascinata dai piedi.
Chris Flynn è uno studente universitario che sta guidando attraverso le montagne dello stato del Virginia Occidentale, per andare ad un colloquio di lavoro. A causa di un incidente che ha bloccato la strada, inverte la marcia alla ricerca di un percorso alternativo. Fermatosi ad una pompa di benzina, Chris riesce a ricavare, dal reticente gestore, informazioni su come aggirare la zona dell'incidente: dovrà guidare per una strada dissestata attraverso i boschi. Durante il tragitto però, si distrae e va a sbattere contro una jeep abbandonata al centro della carreggiata.
In suo soccorso giungono i proprietari del fuoristrada: Jessie ed i suoi amici Carly, Scott, Francine ed Evan, trovatisi li per una gita. Questi spiegano di come le gomme della loro auto siano rimaste forate da del filo spinato sistemato appositamente sulla strada. A Chris ed i suoi compagni non resta che addentrarsi nel bosco alla ricerca di aiuto. Francine ed Evan, tuttavia, restano nel luogo dell'incidente ad aspettare i loro amici ma, qualche tempo dopo, vengono aggrediti ed uccisi barbaramente.
Intanto Chris e gli altri cercano un modo per proseguire e raggiungono una radura con al centro una vecchia casa, tutt'attorno vi sono carcasse di automobili. Entrano, ed ai loro occhi si presenta uno spettacolo raccapricciante: un luogo sinistro e lugubre, ancor più brutti sono i pezzi di corpi umani sparsi per la casa dai banconi al frigorifero e questo fa pensare che il luogo non sia per niente sicuro. Inoltre, Jessie scopre il filo spinato usato per bucare le gomme.
Presi dal panico, i ragazzi si apprestano a fuggire quando si accorgono dell'imminente arrivo degli occupanti della casa: riescono a nascondersi appena in tempo. Nascosti, assistono ad ulteriori atrocità: sono in tre, affetti da evidenti malformazioni congenite, e trascinano il corpo di Francine. Attaccano il suo corpo inerme, le macellano la gamba destra, se ne cibano e quindi si addormentano. Chris e gli altri, approfittando del sonno, tentano di uscire dalla casa, ma gli assassini si svegliano, dando inizio ad un inseguimento.
Nel corso della loro fuga, Chris ed il suo gruppo si imbattono in un cimitero di auto, testimonianza della quantità di efferati omicidi commessi finora dai cannibali. Ma gli inseguitori presto li raggiungono e Chris e Scott decidono di fare da esca per permettere alle ragazze di impadronirsi del camion a bordo del quale i loro cacciatori sono arrivati. Chris viene colpito alla gamba da un colpo di fucile, ma riesce a salvarsi, mentre Scott viene ucciso poco dopo.
Chris, Carly e Jessie fuggono con il camion però ben presto il camion dei fuggitivi si impantana, costringendoli a procedere nuovamente a piedi. Si imbattono in una torretta di avvistamento, saliti in cima, trovano una radio. Fanno appena in tempo a comunicare la loro posizione quando vengono scoperti dai cannibali, i quali decidono d'incendiare la torretta.
Il gruppo di superstiti è costretto a buttarsi sugli alberi vicini per non essere bruciati. La loro caduta viene attutita dai rami, ma i tre sono subito preda di uno dei cacciatori, arrampicatosi lì rapidamente. Colta alle spalle, Carly viene uccisa con un colpo d'ascia. Jessie e Chris riescono a salvarsi facendo cadere giù dall'albero il cannibale. I due superstiti si rifugiano in una grotta dietro ad una cascata e lì passano la notte.
Il mattino seguente, proprio mentre riescono a rintracciare la strada statale, vengono scovati dai loro persecutori. Jessie viene rapita, mentre Chris viene spinto giù per una collina. Contemporaneamente, di lì passa il fuoristrada della polizia, partito per soccorrere i ragazzi in seguito alla loro richiesta di aiuto eseguita alla torretta. Ma prima che Chris riesca a dare spiegazioni all'agente, questo viene colpito da una freccia. Lo studente cerca di scappare a bordo della vettura, ma non trova le chiavi, dunque si nasconde sotto l'auto. Il cacciatore prende le chiavi del veicolo, carica il corpo dell'agente e mette in moto. Chris si aggancia alla parte sottostante la vettura per tornare indietro e salvare Jessie.
Arrivati alla vecchia casa di montagna, lo studente di medicina vede Jessie che, legata ad un letto e imbavagliata, sta per essere uccisa. Sfonda la casa con il fuoristrada della polizia, lotta dunque con i cannibali, ferendoli gravemente. Libera Jessie, quindi, sparando alla tanica di riserva della jeep, piena di carburante, dà alle fiamme la casa con i cannibali dentro, uccidendoli tutti.
Subito dopo, saliti a bordo del camion dei cannibali, passano di nuovo alla pompa di benzina a prendere la cartina e fuggono lungo la statale.
Durante i titoli di coda, un ranger giunto in soccorso, vede la cabina dei cannibali ormai distrutta dalle fiamme. Non si accorge però che uno dei cannibali è sopravvissuto, e viene ucciso da questi alle spalle.

## Soggetto
La trama prende spunto dalla storia (ambientata nella Scozia del XVI secolo e da alcuni ritenuta autentica) di Sawney Bean e della sua famiglia i quali avrebbero ucciso e divorato numerosi viandanti e abitanti del luogo dopo averli individuati nei pressi della profonda grotta in cui, secondo il racconto, avrebbero vissuto.

## Critica
Il film ha ricevuto critiche miste, tendenzialmente negative. Ha ricevuto il 40% di critiche positive e il rimanente critiche opposte.

## Ordine cronologico degli eventi
- Wrong Turn 4 - La montagna dei folli (2011)
- Wrong Turn 5 - Bagno di sangue (2012)
- Wrong Turn 6 - Last Resort (2014)
- Wrong Turn (2003)
- Wrong Turn 2 - Senza via di uscita (2007)
- Wrong Turn 3 - Svolta mortale (2009)

## Uscite internazionali
- Uscita negli  USA: 30 maggio 2003
- Uscita nel  Regno Unito: 27 giugno 2003
- Uscita in  Egitto: 7 aprile 2004
- Uscita in  Francia: 30 luglio 2003
- Uscita in  Germania: 28 agosto 2003
- Uscita in  Grecia: 5 settembre 2003
- Uscita in  Spagna: 19 marzo 2004
- Uscita in  Italia: 13 agosto 2004